# آلفرد بان
آلفرد بان (انگلیسی: Alfred Bunn؛ ‏ ۸ آوریل ۱۷۹۶ – ۲۰ دسامبر ۱۸۶۰) کارگردان نمایش و مدیر کاونت گاردن اهل انگلستان بود.
وی تهیه‌کنندهٔ آثار مایکل ویلیام بلف بود و سعی داشت اپرای انگلیسی را برقرار و استوار نماید. وی در نویسندگی و شعر هم استعداد داشت و مترجم بسیاری از لیبرتوهای آن دوران به زبان انگلیسی بود.